# Квинт Эмилий Барбула
Квинт Эмилий Барбула (лат. Quintus Aemilius Barbula) — консул Древнего Рима 317 и 311 до н. э.
В 317 до н. э. Квинт Эмилий был избран консулом совместно с Гаем Юнием Бубульком Брутом. В конце года консулы заключили союзный договор с жителями города Теана, в результате чего вся Апулия была подчинена. После этого они двинулись в Луканию, где Квинт Эмилий внезапно напал на Нерул и взял его штурмом.
В 311 до н. э., став консулом во второй раз, Квинт Эмилий начал войну в Этрурии. Римляне выступили против этрусков, осадивших Сутрий. В первой же битве оба войска понесли такие тяжёлые потери, что в течение года не произошло ни одного столкновения. В следующем году командование войсками Квинт Эмилий уступил консулу Квинту Фабию Максиму Руллиану.